# Okonsk, Manevîci
Okonsk (în ucraineană Оконськ) este o comună în raionul Manevîci, regiunea Volînia, Ucraina, formată numai din satul de reședință.

## Demografie
Componența lingvistică a satului Okonsk
     Ucraineană (99,35%)
     Alte limbi (0,65%)
Conform recensământului din 2001, majoritatea populației satului Okonsk era vorbitoare de ucraineană (99,35%), existând în minoritate și vorbitori de alte limbi.